# ماري دو غورناي
ماري دو غورناي (6 أكتوبر 1565، باريس – 13 يوليو 1645) كاتبة فرنسية، كتبت رواية وعددًا من المؤلفات الأدبية الأخرى، بما في ذلك المساواة بين الرجل والمرأة 1622 وضيم السيدات 1626. أصرت غورناي على ضرورة تعليم المرأة، وكانت محررة ومعلقة على أعمال الكاتب ميشيل دي مونتن، وقامت بعد وفاته بتحرير مقالاته ونشرها.

## حياتها
ولدت غورناي في باريس في عام 1565. والدها غيوم لو جار، أمين خزينة الملك هنري الثالث، ملك فرنسا. حصل في عام 1568 على حقوق إقطاعية في ملكية غورناي في بيكاردي، وأصبح سيدًا إقطاعيًا لدو نوفي ودو غورناي في عام 1573 بعد شرائه ملكية نوفي. انتقلت العائلة إلى غورناي-سور- أروندي في عام 1577 بعد وفاة الأب بشكل مفاجئ.
تعلمت غورناي ذاتيًا، فدرست العلوم الإنسانية وتعلمت اللغة اللاتينية بنفسها. قادتها دراساتها إلى اكتشاف أعمال ميشيل دي مونتن. التقت به في عام 1588 في باريس بعد أن كتبت له ملاحظة وأصبحت «ابنته بالتبني». نشرت كتابها الأول في عام 1594، نزهة السيد دي مونتن.
بعد وفاة والدتها في عام 1591، انتقلت ماري إلى باريس تاركةً منزل العائلة لشقيقها تشارلز، الذي أُجبر على بيعه في عام 1608. توفي مونتن في العام التالي، وزودت أرملته فرانسوا دي لا شاسين، غورناي بنسخة من المقالات وفوضتها بنشرها. نشرت غورناي أول طبعة من مقالات مونتن بعد وفاته في عام 1595، ونشرت طبعة منقحة في عام 1598. استقرت غورناي في باريس، مصممة على كسب لقمة العيش من الكتابة. نشرت مناقشة في حينها حول تعليم الأطفال في عام 1608، مرحبًا بكم في المونسينور دوق أنجو. لفت هذا العمل انتباهًا أوسع إليها بين أوساط المثقفين في باريس. تسبب عملها الذي نُشر في عام 1610، وداع روح ملك فرنسا ونافار بفضيحة لدفاعه عن اليسوعيين الذين اشتُبه في تآمرهم لاغتيال الملك هنري الرابع. تعرضت غورناي للهجوم في الكتيب الساخر ذي آنتي غورناي، فصُورت على أنها امرأة سليطة عجوز. 
التقت ماري دي غورناي بهنري لويس هبرت دي مونتمور في باريس، وقدمها الباحث جوستوس ليبسيوس إلى أوروبا ككاتبة. وجدت غورناي نفسها من أولياء الملكة مارغريت من فالوا والملك هنري الرابع ملك فرنسا وماريا دي ميديشي ولويس الثالث عشر ملك فرنسا وماركيز دي غيرشوفيل والوزيرين فيليروا وجونا. أصبحت الملكة مارغريت راعية لها ودُعيت غورناي إلى الصالون الملكي وتلقت دعمًا ماليًا كل ربع سنة.
ترجمت غورناي أعمال سالوست وأوفيد وفيرجيل وتاسيتس. كتبت غورناي كذلك أبياتًا شعرية عن قطتها ليونور (تيمنًا باسم ابنة مونتن) وعن القديسة جان دارك، وقد اقتبست عن الشاعر بيير دي رونسار فكتبت عن تثقيف الأمراء وانتقدت الأدب المتكلف. نشرت غورناي في عام 1619، ترجمة نسخ من بعض مسرحيات فيرجيل، تاسيت، سالوست، مع مقدمة عارضت فيها وجهة نظر فرانسوا دي ماليرب بوجوب تطهير اللغة الفرنسية. اتُهمت جورناي بأنها باعثة على السخرية وتقليدية محافِظة وعانس. في المقابل، نشرت غورناي دفاعًا شرسًا عن حقوق المرأة في عام 1622، المساواة بين الرجل والمرأة، وكرسته للملكة آن النمساوية (ملكة فرنسا). نشرت غورناي في عام 1624 مراجعة جريئة لقصيدة بيير دي رونسار، شكرًا روي.
استكشفت غورناي في روايتها المنشورة في عام 1626 نزهة في أعمال ميشيل دي مونتن التي تتناول الحب في أعمال بلوتارخُس، المخاطر التي تواجهها النساء باعتمادهن على الرجال. نُشرت مجموعة من أعمالها في عام 1626 بعنوان ظل السيدة غورناي. انتقلت غورناي إلى شقة في شارع سانت أونوريه وساعدت في تأسيس الأكاديمية الفرنسية.